# Bubbling Under Hot 100
Bubbling Under Hot 100 Singles (còn được biết đến là Bubbling Under the Hot 100) là bảng xếp hạng được phát hành hàng tuần bở tạp chí Billboard tại Hoa Kỳ. Bảng xếp hạng liệt kê các bài hát hàng đầu chưa được xếp hạng trên bảng xếp hạng chính Billboard Hot 100. Bảng xếp hạng dựa trên lượt phát sóng radio, lượng bán ra và lượt streaming. Trong những năm đầu tiên, bảng xếp hạng bao gồm 15 vị trí, nhưng đã mở rộng lên tới 36 vị trí trong thập niên 1960, đặc biệt là trong những năm khi hơn 700 đĩa đơn lọt vào bảng xếp hạng Billboard Hot 100. Từ 1974 đến 1985, bảng xếp hạng bao gồm 10 vị trí; kể từ năm 1992, bảng xếp hạng Bubling Under Hot 100 Singles đã lên đến 25 vị trí.

## Lịch sử
Bảng xếp hạng Bubbling Under Hot 100 Singles được giới thiệu lần đầu vào ngày 1 tháng 6 năm 1959 trên ấn phẩm của Billboard, dưới cái tên "Bubbling Under the Hot 100". Là một danh sách gồm 15 đĩa đơn, bảng xếp hạng được mô tả là "một danh sách mới dự đoán các bản thu âm sẽ leo lên bảng xếp hạng". Đĩa đơn đạt vị trí số một đầu tiên là "A Prayer and a Juke Box" của Little Anthony and the Imperials. Bảng xếp hạng được tiếp tục được xuất bản trong các ấn phẩm của Billboard cho đến ngày 24 tháng 8 năm 1985, sau đó đã bị ngừng hoạt động. Trước khi ngừng hoạt động, bảng xếp hạng đã không được ban hành trong bốn ấn phẩm; ba ấn phẩm vào năm 1974 và một ấn phẩm vào năm 1978. Tuy nhiên, bảng xếp hạng đã trở lại với vai trò là một tính năng trong số ra ngày 5 tháng 12 năm 1992 của Billboard và tiếp tục duy trì cho đến ngày nay.

## Phương pháp biên soạn và xếp hạng
Từ tháng 6 năm 1959 đến tháng 8 năm 1985, Billboard biên soạn bảng xếp hạng dựa trên danh sách phát được báo cáo bởi các đài khảo sát và các cửa hàng bán lẻ. Năm 1992, Billboard sử dụng công nghệ thu thập dữ liệu trong việc biên soạn bảng xếp hạng, sử dụng thông tin bán lẻ tại các điểm được cung cấp bởi Nielsen SoundScan, đầu vào từ việc giám sát phát sóng trên radio được cung cấp bởi Broadcast Data Systems và danh sách phát từ các hệ thống thị trường nhỏ.
Ấn phẩm đầu tiên của bảng xếp hạng đề cập rằng các vị trí xếp hạng cho biết "tiềm năng tương đối để sớm được xuất hiện trên Hot 100" và các bản thu được xếp hạng bắt đầu từ vị trí #1. Từ ngày 28 tháng 8 năm 1961 đến ngày 24 tháng 8 năm 1985, các vị trí trên bảng xếp hạng được xếp hạng bắt đầu từ vị trí 101. Các bài hát đã xuất hiện trên Hot 100 không được đưa vào bảng xếp hạng Bubling Under cho đến khi nó rời khỏi bảng xếp hạng, nhưng có thể vào lại bảng xếp hạng Bubling Under vào một ngày sau đó.

### Thay đổi và tu chỉnh
Trong những năm qua, bảng xếp hạng sẽ trải qua một số thay đổi và tu chỉnh. Những năm 1960, bảng xếp hạng bao gồm 35 vị trí; trong hai lần hiếm hoi vào năm 1963 và 1968, bảng xếp hạng có 36 vị trí. Đến những năm 1980, Bảng xếp hạng chỉ còn 10 vị trí.
Trong số ra đầu tiên với sự trở lại của bảng xếp hạng vào năm 1992, bảng xếp hạng đã được đổi tên từ tên trước đó của nó "Bubling Under the Hot 100" thành "Bubling Under Hot 100 Singles". Các số tương tự đã tăng tổng số vị trí trên bảng xếp hạng lên 25 và việc xếp hạng bắt đầu bằng vị trí số 1.

## Ấn phẩm
Một số sách tham khảo về lịch sử của các bảng xếp hạng Billboard "Bubbling Under" đã được xuất bản bởi công ty thống kê bảng xếp hạng Record Research của Joel Whitburn. Cuốn sách gần nhất được công ty xuất bản là Bubbling Under the Billboard Hot 100: 1959-2004 vào năm 2005 (ISBN 978-0-89820-162-8). Quyển của Whitburn Top Pop Singles, 12th Edition (ISBN 978-0-89820-180-2), liệt kê tất cả các đĩa đơn lọt vào các bảng xếp hạng Billboard Hot 100 và Bubbling Under Hot 100 Singles từ năm 1955 đến năm 2008.

## Các cột mốc
- Các bài hát trụ hạng trên Bubbling Under Hot 100 Singles nhiều tuần nhất mà không lọt vào Hot 100:

Pearl Jam – "Alive" (61 tuần, 1998–99)
Pearl Jam – "Even Flow" (52 tuần, 1997–98)
Lil Baby - "Freestyle" (49 tuần, 2018–19)
Benny Benassi featuring Gary Go – "Cinema" (48 tuần, 2011–12)
Luther Vandross – "Think About You" (43 tuần, 2003–04)
Rise Against – "Savior" (37 tuần, 2010)
Of Monsters and Men – "Mountain Sound" (36 tuần, 2012–13)
- Phát hành năm 1982, "Nasty Girl" của Vanity 6 trụ 7 tuần tại ví trí 101, nhưng không thể lọt vào Billboard Hot 100.[3]
- Ca sĩ nhạc soul người Mĩ Ray Charles giữ kỉ lục có nhiều "bubblers" dưới tư cách là nghệ sĩ chính, lọt vào bảng xếp hạng 14 lần từ năm 1963 đến năm 1993.[3] Don Everly cũng xuất hiện với tư cách là một nghệ sĩ với 14 bubblers, với 13 ca khúc khi còn là một trong hai thành viên của The Everly Brothers, và một ca khúc trong sự nghiệp solo. Tương tự, Joel Whitburn cũng đã đóng góp 14 bubblers cho tập thể Parliament/Funkadelic của George Clinton, đã phát hành các bản thu âm dưới danh tính của nhiều tên nhóm hoặc solo. Trên các bảng xếp hạng bubbling under, nhóm không ổn định xuất hiện 3 lần với tên Parliament, một lần với tên The Parliaments, 3 lần với tên Funkadelic, 1 lần với tên The Brides of Funkenstein, hai lần với tên Bootsy's Rubber Band, một lần dưới cái tên William "Bootsy" Collins và 3 lần dưới tên của George Clinton.[12] Có thể cho rằng ít nhất một vài trong số các nhóm này là các nghệ sĩ thực sự riêng biệt (mặc dù có liên quan), tuy nhiên Whitburn liệt kê họ chỉ là một nghệ sĩ với nhiều nghệ danh.
- The Robbs nắm giữ kỉ lục nghệ sĩ xuất hiện trên bảng xếp hạng Bubbling Under nhiều nhất mà không có bản thu nào lọt vào được bảng xếp hạng Hot 100. Từ năm 1966 đến 1971, sáu đĩa đơn của nhóm đã xuất hiện trên các bảng xếp hạng bubbling under. Thành tích tốt nhất của họ là "Race with the Wind" năm 1966, đạt thứ hạng cao nhất là #103 trên bảng xếp hạng.[3]
- Trong những năm 1960, bảng xếp hạng Bubbling Under có tới 35 vị trí (với 2 trường hợp ngoại lệ; xem bên dưới). 43 bài hát khác nhau đã chiếm được vị trí cuối bảng khi chỉ đạt vị trí cao nhất là #135, bao gồm các bài hát của Donovan ("Summer Day Reflection Song"), Doris Day ("Send Me No Flowers"), The Applejacks ("Tell Me When", Top 10 UK hit) và hai bài hát của Sammy Davis, Jr. ("Bee-Bom" và "If I Ruled The World"). Shirley Ellis cũng đạt vị trí #135 với "Ever See A Diver Kiss His Wife While The Bubbles Bounce About Above The Water?" là ca khúc "bubble under" có tựa đề dài nhất. ("Coal Man" của Sir Mack Rice vào năm 1969, là ca khúc duy nhất dành hai tuần ở vị trí #135, và đó là vị trí cao nhất của bài hát.)
- Bảng xếp hạng có 2 lần có đến 36 vị trí. Hai ca khúc dạt vị trí #136 là "The Bounce" của Olympics (6 tháng 4 năm 1963; ca khúc từng đạt vị trí #40)[5] và "Turn Around, Look at Me" của Vogues (25/5/1968; một hit lớn đạt vị trí cao nhất #7).[13]
- Một trong những bảng thu bí ẩn nhất từng xuất hiện trong bất kỳ các bảng xếp hạng Billboard là "Ready 'n' Steady", được liệt kê là bản thu âm của nghệ sĩ "D. A.", trụ 3 tuần trên bảng xếp hạng Bubbling Under vào tháng 6 năm 1979. Trong một cuộc phỏng vấn năm 1995, nhà thống kê bảng xếp hạng Joel Whitburn đã tuyên bố rằng "Ready 'n' Steady" là "bản ghi duy nhất chúng tôi chưa bao giờ có thể tìm thấy trong lịch sử của bảng xếp hạng nhạc pop".[14] Trong lần tái bản thứ 4 quyển sách của Whitburn Bubbling Under the Hot 100, xuất bản năm 2005, việc gia nhập bảng xếp hạng của "D. A." đã được sửa đổi với một ghi chú nêu rõ "sự tồn tại của bản thu âm này cùng với nghệ sĩ của nó là một dấu chấm hỏi." Lần tái bản gần đây nhất của cuốn sách của Whitburn Billboard's Top Pop Singles 1955-2010, phát hành năm 2011, bao gồm các đĩa đơn lọt vào Top 100 và Bubbling Under, nhưng D. A. không được đưa vào.[15] Vào năm 2016, Whitburn cuối cùng đã tìm thấy một đoạn băng ghi âm bài hát nhưng xác định rằng nó chưa bao giờ được đưa vào đĩa vinyl, và một nhà quảng bá bài hát đã khiến bài hát leo lên bảng xếp hạng Billboard. " "D. A." là Dennis Armand Lucchesi (5/6/1945 - 18/8/2005), một nhà môi giới thế chấp và nhạc sĩ bán thời gian có ở California.[16]